# 青森市立三内西小学校
青森市立三内西小学校（あおもりしりつ さんないにししょうがっこう）は青森県青森市の公立小学校。青森市立新城中央小学校と共に開校。
すぐ隣には三内中学校がある。
校庭のそばにはリバーランドと言われる公園があり、多くの子供に親しまれている。
校舎の下にはピロティーがあり、運動会、学習発表会、参観日などの行事に駐車場として使われている。
また、近くには三内丸山遺跡があり、総合の学習では丸山遺跡に徒歩で行き、まが玉を作ったりして、縄文時代について学んでいる。

## 課外活動
- 音楽部、卓球部、ミニバスケット部などがある。
- クラブ活動…ゲーム、手品、家庭科、一輪車、バドミンドン、卓球、サッカー、コンピューター、科学、など
- 委員会活動…保健、運動、運営、給食、飼育栽培、図書

## 所在地
- 青森市大字三内字丸山86-1

## 沿革
- 1985年（昭和60年）
  - 4月1日 - 三内小学校の学区を一部変更し、同校から児童484名、新入生102名、他校からの転入生38名、職員26名で発足。
  - 4月8日 - 開校式挙行。
  - 5月1日 - 校章制定。
  - 5月14日 - 校歌制定。
  - 8月24日 - みんなの歌「西小の子」披露。
  - 10月6日 - 開校記念式典挙行。校歌を校章を披露し、記念学芸会開催。
- 1987年（昭和62年）
  - 4月1日 - 岩渡小学校が、本校の分校になる。
  - 4月7日 - 岩渡分校開校記念式典挙行。
  - 5月1日 - 校庭整備完了。
- 1988年（昭和63年）
  - 3月22日 - 岩渡分校閉校式挙行。
  - 3月31日 - 岩渡分校閉校。
- 1989年（平成元年）10月29日 - 創立5周年記念式典挙行。
- 1994年（平成6年）10月30日 - 創立10周年記念式典挙行。
- 2022年（令和4年）8月 - ホームページ更新[1]。

## 学区
出典
「一部」と記載している地区の詳細な地番については、青森市教育委員会まで要問い合わせ。
- 三内（字沢部、字稲元の一部、字里見の一部、字丸山の一部）
- 岩渡
- 安田字近野の一部

## 進学先中学校
出典
- 青森市立三内中学校

## 参考資料
- 『新青森市史 別編教育（別巻） 年表・学校沿革』(青森市・2000年3月発行)「学校沿革 （一）小学校」217頁の「三内西小学校」